# デンバーに死す時
『デンバーに死す時』（原題：Things to Do in Denver When You're Dead）は、1995年制作のアメリカ合衆国のサスペンス映画。アンディ・ガルシア、ガブリエル・アンウォー、クリストファー・ウォーケン等の豪華キャストが出演した。
タイトルはウォーレン・ジヴォンの同名の曲（“Mr. Bad Example”収録）から、主人公・“聖人”ジミー（Jimmy the Saint）の名前は、ブルース・スプリングスティーンの曲“Lost in the Flood”（『アズベリー・パークからの挨拶』収録）から採られている。

## あらすじ
コロラド州デンバー。かつては“聖人”と呼ばれた名うてのギャングで、現在は遺言ビデオ制作会社を経営しているジミーはある日かつてのボスから呼び出され、ある仕事を依頼される。それは、ボスの息子の元恋人の新しい相手を脅してデンバーから追い出すというものだった。
ちょうど経営不振で金に困っていたジミーは、同じように落ちぶれていたかつての仲間、ピーシーズ、フランチャイズ、クリティカル・ビル、イージー・ウィンドを集めて計画を実行に移すが、思わぬミスから最悪の結果に終わってしまう。
激怒したボスはジミーに48時間以内にデンバーを去るよう言い渡し、他は全員処刑すると宣告。ジミーは身の危険もかえりみず仲間を助けようと奔走するが、ボスの送り込んだ残忍な殺し屋ミスター・シーの手で仲間は次々と消されてゆく。
そして、自分の恋人ダグニーにも魔の手が伸びている事を知ったジミーは…。

## キャスト
| 役名                 | 俳優                                    | 日本語吹替 |
| 役名                 | 俳優                                    | VHS版      |
| -------------------- | --------------------------------------- | ---------- |
| “聖人”ジミー         | アンディ・ガルシア                      | 江原正士   |
| ダグニー             | ガブリエル・アンウォー                  | 山像かおり |
| ボス                 | クリストファー・ウォーケン              | 菅生隆之   |
| ピーシーズ           | クリストファー・ロイド                  | 宝亀克寿   |
| フランチャイズ       | ウィリアム・フォーサイス                | 麦人       |
| クリティカル・ビル   | トリート・ウィリアムズ                  | 坂口哲夫   |
| イージー・ウィンド   | ビル・ナン                              | 天田益男   |
| ルシンダ             | フェアルザ・バルク                      | 新山志保   |
| ジョー・ヘフ         | ジャック・ウォーデン                    | 村松康雄   |
| ミスター・シー       | スティーヴ・ブシェミ                    | 伊藤和晃   |
| カフィー             | ウィリー・ガーソン                      |            |
| ブルース             | ジョシュ・チャールズ （クレジットなし） |            |
| モルト               | ビル・コッブス                          |            |
| アトウォーター       | マーシャル・ベル                        |            |
| ベイビー・シニスター | グレン・プラマー                        | 梅津秀行   |
| ルースター           | ドン・チードル                          | 星野充昭   |
| ブロンドのナース     | ジェニー・マッカーシー                  |            |
| クラブのバンド       | バディ・ガイ                            |            |

その他、仲野裕、坪井智浩、辻親八、定岡小百合、小野未喜、米本千珠